# Gertrud Båge
Gertrud Båge, född 1935, är en svensk keramiker.
Gertrud Båge började i slutet av 1970-talet att tillverka keramik i egen regi. Hon arbetade med stengods ofta med oxiderade glasyrer och enkla, rena former. Båge har även arbetat i rakuteknik hos Lena Andersson i Järvsö. Hon har gjort lergodsfat efter gammal modell för Gysinge Centrum för Byggnadsvård och skapat en 176 centimeter hög kruka som står på Hornsgatan. Båge tog fotografierna för skriften Krukor på stan 2000.